# Thornburghiella nilssoni
Thornburghiella nilssoni är en tvåvingeart som beskrevs av Wagner 1994. Thornburghiella nilssoni ingår i släktet Thornburghiella och familjen fjärilsmyggor. Inga underarter finns listade i Catalogue of Life.